# Broekom
Broekom is een dorp in de Belgische provincie Limburg en een deelgemeente van Tongeren-Borgloon, het was een zelfstandige gemeente tot aan de gemeentelijke herindeling van 1977. 
Broekom ligt in het zuiden van de gemeente Borgloon nabij de gemeentegrens met Heers. De noordgrens van de deelgemeente wordt gevormd door het tracé van de heirbaan Tongeren-Bonen. In het zuiden wordt Broekom grotendeels begrensd door de Herkebeek, een bijloop van de Herk.
Het dorp is ontstaan als een hoopdorp aan de rechteroever van de Herkebeek. Door lintbebouwing langs de N784 is de oude kern uitgebreid in noordelijke richting. Ten oosten van de dorpskom bevindt zich het gehucht Sassenbroek, een voormalige heerlijkheid en leen van de graven van Loon. In de tweede helft van de twintigste eeuw heeft zich een kleine kern gevormd in het noorden van de deelgemeente nabij de kruising van de N784 en de oude heirbaan. Deze kern draagt echter geen specifieke benaming.

## Geschiedenis
Ten oosten van Broekom werden bij opgravingen restanten gevonden van een Romeinse villa die gelegen was aan een deverticulum van de heirbaan Tongeren-Bonen. Het Graf van Gutschoven, een tumulus die zich ongeveer een kilometer ten zuiden van de dorpskom bevindt, behoorde mogelijks tot deze villa.
In de vroege middeleeuwen vormde Broekom, als bezit van het Sint-Lambertuskapittel te Luik, een kerkelijke enclave in het Graafschap Loon. De graven van Loon bezaten enkel het voogdijrecht over Broekom. Hierdoor werd in Broekom Luiks recht gesproken, terwijl in de heerlijkheid Sassenbroek Loons recht werd gesproken.
De Sint-Lambertuskerk was een kwartkerk van de parochie Borgloon en verkreeg vrij vroeg het dooprecht. In de dertiende eeuw werd het een zelfstandige parochie waarvan de pastoor van Borgloon het patronaatsrecht en het Sint-Odulfuskapittel het tiendrecht bezat.
Nadat de streek in 1795 door Frankrijk werd geannexeerd, wordt Broekom een onafhankelijke gemeente. Bij de fusie van Belgische gemeenten in 1977 wordt Broekom aangehecht bij Borgloon. Deze stad werd in 2025 op zijn beurt onderdeel van de fusiestad Tongeren-Borgloon.

## Demografische ontwikkeling
- Bronnen:NIS, Opm:1831 tot en met 1970=volkstellingen; 1976 = inwoneraantal op 31 december

## Bezienswaardigheden

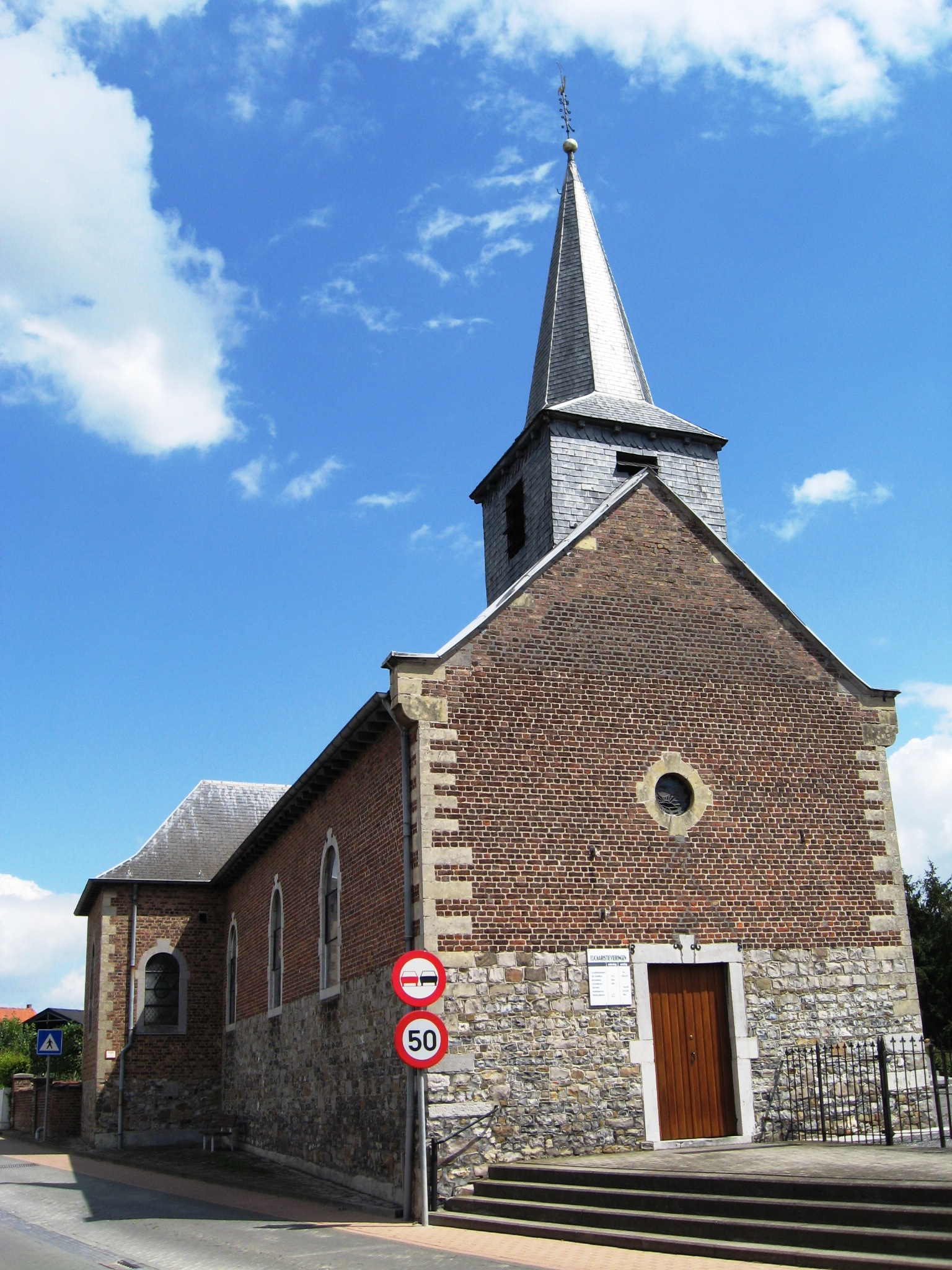
Sint-Lambertuskerk

- De Sint-Lambertuskerk uit 1784. Ze werd heropgebouwd op de plaats van een oude romaanse kerk. Tussen 1908 en 1910 en in 1937 werd de kerk uitgebreid.
- De Sassenbroekmolen, een voormalige watermolen op de Sassenbroekbeek
- De Wijngaardmolen, een voormalige watermolen op de Herkebeek
- Enkele Haspengouwse vierkantshoeves

## Natuur en landschap
Broekom is gelegen op de noordgrens van Droog-Haspengouw in de vallei van de Herkebeek. De laagstgelegen gebieden bevinden zich in het zuiden en zuidwesten van de deelgemeente op een hoogte van ongeveer 55 meter. De moerassige ondergrond nabij de oevers van de Herkebeek en de Sassenbroekbeek zorgt voor een bijzondere flora. In het zuidwesten bevindt zich eveneens De Warande, een taludbos dat wordt gekenmerkt door vrij steile hellingen.
Het omliggende landschap wordt gekenmerkt door een glooiend reliëf en de vruchtbare gronden zijn uitermate geschikt voor akkerbouw en fruitteelt. De hoogte in dit gebied varieert tussen de 60 en 92 meter.

## Geboren
- Hugo Biets (1947), voormalig waarnemend burgemeester van Tongeren
- Jean-Marie Martin voormalig burgemeester van Borgloon en deputé van provincie Limburg

## Nabijgelegen kernen
Borgloon, Voort, Groot-Loon, Gutschoven, Heks